# Halldor
Halldor  è un nome proprio di persona norvegese maschile.

## Varianti
- Maschili: Haldor[1]

### Varianti in altre lingue
- Islandese: Halldór[1]
  - Femminili: Halldóra[2]
- Norreno: Hallþórr[1]
  - Femminili: Hallþóra[2]

## Origine e diffusione
Continua il nome norreno Hallþórr; è composto da hallr ("roccia", presente anche in Halvard) e dal nome del dio Thor, e significa quindi "roccia di Thor".

## Onomastico
Non ci sono santi con questo nome, che quindi è adespota. Si può festeggiarne l'onomastico il 1º novembre, in occasione di Ognissanti.

## Persone

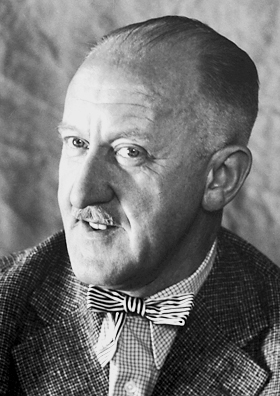
Halldór Laxness

- Halldor Skard, combinatista nordico norvegese

### Variante Halldór
- Halldór Ásgrímsson, politico islandese
- Halldór Laxness, scrittore islandese